# Florence Henri
Florence Henri (Nova York, 28 de juny de 1893 – Laboissière-en-Thelle, 24 de juliol de 1982) va ser una fotògrafa i pintora de les avantguardes artístiques del segle xx; la seva obra inclou fotografia artística i experimental, publicitat i retrats. Va participar en el període d'entreguerres en l'evolució de la fotografia, des del pictorialisme dels inicis d'aquesta art fins a la Nova Visió.

## Primers anys
Henri va néixer a Nova York, filla d'un pare francès i una mare polonesa. Després de la mort de la seva mare, el 1895, Henri i el seu pare van viatjar per la seva feina com a director d'una companyia petrolífera. Henri va començar a estudiar música a París als 9 anys. El 1906, Florence Henri i el seu pare es van instal·lar a l'Illa de Wight, a Anglaterra, on ell va morir el 1908. Després d'això, Henri va anar a viure a Roma amb Gino Gori, un poeta que la va introduir en els moviments artístics d'avantguarda, i on va conèixer els futuristes.

## Formació
Del 1910 al 1922 va estudiar piano a Berlín, amb Egon Petri i Ferrucio Busoni, i durant la Primera Guerra Mundial, subsistiria component cançons de piano per a pel·lícules mudes. En tornar a París el 1922 estudiaria a l'Académie André Lhote.
Després de visitar l'Acadèmia de les Arts de Berlín, Henri va decidir seguir amb la pintura, en lloc de la música. Al llarg d'aquest període, es va centrar en paisatges i estudis de figures. També en aquesta època, va conèixer el crític i historiador d'art jueu alemany Carl Einstein, que es va convertir en un mentor i amic íntim fins a la seva mort el 1940. Després de la PGM, Florence Henri va estudiar amb artistes com Johann Walter-Kurau i Vasili Kandinski.
El 1924, va decidir traslladar-se a París, però va tenir dificultats per a obtenir permís de residència a França. El 18 de juny de 1924, Henri es va casar amb Karl Anton Koster a Lucerna. Era un matrimoni de conveniència per a Henri, que d'aquesta manera volia obtenir permís per a residir a França. Koster i Henri es divorciarien el 1954.
En 1925, Florence Henri es va apuntar a la Académie Moderne per a estudiar amb Fernand Léger i Amédée Ozenfant. A l'estiu de 1925, el pintor polonès Victor Yanaga Poznanski va organitzar l'Exposició Internacional L'art d'avui dia. Va ser la primera exposició internacional d'art avantguardista a París des de la Guerra Mundial. A més de Henri, altres artistes hi van exposar obra, com Piet Mondrian, Paul Klee i Pablo Picasso. Després d'exhibir obres a l'"Exposició de la Académie Moderne", a la Galeria Aubier, al març de 1927, Henri va marxar a estudiar a la Bauhaus de Dessau, abans de tornar a París, on va començar a treballar seriosament amb la fotografia.

## Carrera
L'obra de Florence Henri va ocupar un lloc central al món de la fotografia d'avantguarda a finals dels anys vint. Es va fer membre del grup Cercle et Carré el 1929. A la Bauhaus, Henri va conèixer László Moholy-Nagy i va acudir al seu curs de fotografia d'estiu. Es va traslladar a la casa de Moholy-Nagy i es va fer amiga íntima de la seva dona Lucia Moholy, que la va animar a centrar-se en la fotografia i seria decisiva en la seva carrera. Al 1928 havia abandonat la pintura i va instal·lar el seu propi estudi com a fotògrafa freelance professional.
Un dels seus autoretrats es va publicar per Moholy-Nagy a i10 Internationale Revue. La crítica de Moholy-Nagy reconeix que les seves fotografies compleixen el principi de "estranyar" on les "reflexions i les relacions espacials, les superposicions i les penetracions s'examinen des d'un nou angle de perspectiva". Moltes de les seves fotografies incorporen miralls; Henri va usar miralls per a les seves pròpies dramatitzacions, en fotografia comercial i per a fer retrats d'amics com Jean Arp, Petra Van Doesburg, Sonia Delaunay, Vasili Kandinski, Fernand Léger, i Margarete Schall.
El 1930 va participar en l'Exposició Internacional ‘Das Lichtbild’ La Fotografia a Múnic. A l'any següent, fotografies seves es van incloure en una exposició de ‘Fotografia publicitària estrangera’ a Nova York. La seva obra es va comparar a la dels fotògrafs Man Ray, László Moholy-Nagy i Adolphe Baron de Mayer, així com amb el guanyador del primer premi en l'exposició, i director de la Bauhaus, Herbert Bayer, incorporada a les files de les icones de l'avantguarda d'aquella època. La importància de la seva obra va ser reconeguda en exposicions en solitari i la publicació en diversos mitjans, com ara N-Z Wochenschau. Va produir una sèrie d'imatges de la ballarina Rosella Hightower.
Al 1928 obrí a París el seu estudi. Els seus retrats i autoretrats serien característics -fortament il·luminats i enquadrats amb precisió, en els quals prendrien protagonisme els jocs de miralls. Els nus femenins esdevindrien part fonamental de la seva obra. Exprimentà amb el fotomuntatge, la impressió en negatiu, la multiplicitat d'imatges que proposen espais artificials, ambigus o complexos.
En els anys següents, des de la seva acadèmia, que rivalitzaria amb la de Man Ray com a centre de referència de la fotografia, faria classes a futures celebritats, en les quals influiria, com Gisèle Freund, Ilse Bing i Lisette Model.
Conforme s'aproximava la Segona Guerra Mundial després de la presa del poder pels nazis, va haver-hi un declivi marcat en la seva obra fotogràfica, que hauria estat considerat art degenerat. Materials fotogràfics haurien estat progressivament més difícils d'obtenir i Florence Henri va tornar a la pintura abstracta fins a la seva mort en els anys vuitanta.

## Redescoberta
A partir dels anys quaranta va passar a l'oblit, i no va ser fins als anys setanta que la seva obra fotogràfica seria redescoberta. Al 2015, la Galeria del Jeu de Paume li dedicà una exposicióː Florence Henri. Miroir des avant-gardes, 1927-1940.